# 양즈
양즈(중국어 간체자: 杨智, 1983년 1월 15일 ~ )는 중국의 전 축구 선수이다. 현역 시절 포지션은 골키퍼였다.

## 클럽 경력
양즈는 중국 2부리그에 있던 광둥 시옹진 구단에서 축구를 시작했다. 유스팀을 졸업한 뒤 광둥의 성인팀에 합류했으며, 성인 팀에 합류한 이후 빠르게 주전 자리를 차지해 성인 무대 데뷔 시즌인 2002년에 26경기를 출전했다. 이듬해에도 그는 광둥의 주전 골키퍼였으며 22경기에 출전했다.
2005시즌을 앞두고 양즈는 중국 슈퍼리그의 베이징 궈안으로 이적했다. 이적 시즌이었던 2005시즌에 양즈는 베이징의 주전 골키퍼로 활약하면서 21경기에 출전했다. 이후에도 그는 베이징의 주전 골키퍼로 활약했으며 2009년에는 팀의 리그 우승을 경험하기도 했다. 하지만 2012시즌 직전 열린 광둥-홍콩컵 경기에서 부상을 입어 2012시즌 대부분을 출전하지 못했다. 하지만 재활 끝에 복귀한 2013시즌에 양즈는 베이징의 주전 골키퍼가 되면서 건재함을 알렸다.

## 국가대표팀 경력
2006년 8월 10일 태국 축구 국가대표팀과의 경기에서 교체 투입되면서 국가대표 데뷔전을 치렀다. 2007년 10월 28일 미얀마 축구 국가대표팀과의 2010년 월드컵 지역예선에서 선발 데뷔전을 치렀다. 2009년 5월 29일 독일 축구 국가대표팀과의 평가전에 출전한 이후 가오홍보 감독 하에서 중국의 주전 골키퍼로 자리를 잡았다.
2010년 동아시안컵에 참가하는 중국 축구대표팀의 일원으로 선발이 되었다. 이 대회에서 양즈는 한국과의 경기에 출전해 무실점을 기록하면서 팀의 3-0 승리를 이끌었다. 또한 중국의 주전 골키퍼로서 팀의 우승을 이끌었다. 또한 이 대회 최우수 골키퍼상을 수상했다.
2011년 AFC 아시안컵에 참가하는 중국 축구대표팀 최종 명단에 포함되었다.

## 수상

### 팀
- 동아시안컵 우승: 2010
- 중국 슈퍼리그 우승: 2009
- 중국 FA컵 우승: 2018

### 개인
- 중국 슈퍼리그 올해의 팀: 2007, 2008, 2009
- 동아시안컵 최우수 골키퍼: 2010